# Карагана кустарниковая
Карага́на куста́рниковая, или акация степная, или Чапыжник (лат. Caragana frutex) — вид растений рода Карагана (Caragana) семейства Бобовые (Fabaceae).

## Ботаническое описание
Кустарник высотой не более 2 м; побеги тонкие, ребристые, буроватые. Сильно разрастается.
Побеги буроватые, голые, с опадающими шиповидными прилистниками. Листья с 2—8 парами листочков. Листочки тонкие длиной 1,9—3 см и шириною 0,8—1,2 см, обратноовальные, с клиновидным основанием, тупой или выемчатой верхушкой, увенчанной короткой щетинкой. Цветки светло-желтые, около 2 см длины, по 1—2 в пазухах. Бобы 2—4 см длины. Цветёт в мае —июне. Плоды созревают в июле—августе.
Широко культивируемая в СССР, в том числе и на Дальнем Востоке, карагана древовидная (акация желтая) — родом из Сибири, сходна с караганой кустарниковой и отличается от последней примерно втрое большей высотой, опушенными черешками листьев и округлым основанием листочков.

## Распространение и экология
Карагана произрастает в европейской части России, Сибири, Средней Азии, в некоторых штатах США и на Дальнем Востоке.
Растёт в смешанных и лиственных лесах, в подлеске, на прогалинах и опушках, на сухих склонах, у скал и россыпей, группами и небольшими зарослями, иногда на кочках среди сырых долинных лесов. В горы поднимается до 600 м над уровнем моря.
Выносит уплотнение почв; засухоустойчива, дымоустойчива, морозостойка.

## Химический состав
Листья содержат 300—350 мг аскорбиновой кислоты и 18—20 мг каротина.

## Хозяйственное значение и применение
По наблюдениям в Башкирии поедается крупным рогатым скотом в течение всего лета. Хорошее поедание фиксировалось при наличии рядом пастбища с пыреем ползучим (Elytrigia repens). Отмечены случаи когда дойные коровы с молодняком поднимались по крутым склонам и на обрывистые берега рек за этим видом караганы. Отмечено поедание цветков и листьев всеми видами скота на территории Восточного Казахстана.
В степях крона задерживает снег, что способствует выщелачиванию и обогащению питательных веществ солонцеватых почв и солонцов степи, лучшим развитием под пологом кормовых трав.
Хороший медонос и пыльценос. Посещается пчёлами для сбора нектара и пыльцы. Продуктивность мёда в благоприятные годы достигает 70—90 кг/га. Нектаропродуктивность 100 цветков в условиях юга Дальнего Востока — 70,7—95,6 мг, продуктивность мёда — 100—150 кг/га. Заслуживает разведение около пасек и жилищ как ветрозащитное растение.

## Классификация

### Таксономия
Caragana frutex (L.) K.Koch, 1869, Dendrologie. 1:48.
Вид Карагана кустарниковая относится к роду Карагана (Caragana) подсемейства Мотыльковые (Papilionoideae) семейства Бобовые (Fabaceae) порядка Бобовоцветные (Fabales). Таксономическая схема в соответствии с Системой APG IV по состоянию на декабрь 2023 года:
|  |                                      |  |                                   |                                   |                   |  | ещё 3 семейства | ещё 3 семейства   |                          |  |  |  | еще 523 рода                                                     | еще 523 рода           |  |  |
|  |                                      |  |                                   |                                   |                   |  | ещё 3 семейства | ещё 3 семейства   |                          |  |  |  | еще 523 рода                                                     | еще 523 рода           |  |  |
|  |                                      |  |                                   | порядок Бобовоцветные             |                   |  |                 |                   | подсемейство Мотыльковые |  |  |  |                                                                  | Карагана кустарниковая |  |  |
|  |                                      |  |                                   | порядок Бобовоцветные             |                   |  |                 |                   | подсемейство Мотыльковые |  |  |  |                                                                  | Карагана кустарниковая |  |  |
|  | отдел Цветковые, или Покрытосеменные |  |                                   |                                   | семейство Бобовые |  |                 |                   | род Карагана             |  |  |  |                                                                  |                        |  |  |
|  | отдел Цветковые, или Покрытосеменные |  |                                   |                                   |                   |  |                 |                   |                          |  |  |  |                                                                  |                        |  |  |
|  |                                      |  | ещё 63 порядка цветковых растений | ещё 63 порядка цветковых растений |                   |  |                 | еще 5 подсемейств | еще 5 подсемейств        |  |  |  | еще 106 подтвержденных видов и 13 видов, ожидающих подтверждения |                        |  |  |
|  |                                      |  |                                   | ещё 63 порядка цветковых растений |                   |  |                 |                   | еще 5 подсемейств        |  |  |  |                                                                  |                        |  |  |

### Внутривидовые таксоны
- Caragana frutex subsp. frutex
- Caragana frutex subsp. mollis (M.Bieb.) Kuzmanov

### Синонимы
- Caragana frutex var. frutex
- Caragana parvifolia Hoffmanns.
- Robinia frutex L.